# Hymenodrina
Hymenodrina là một chi bướm đêm thuộc họ Noctuidae.